# Sicyopus jonklaasi
Sicyopus jonklaasi е вид лъчеперка от семейство Попчеви (Gobiidae).

## Разпространение
Видът е разпространен в Шри Ланка.